# Diplomatická imunita

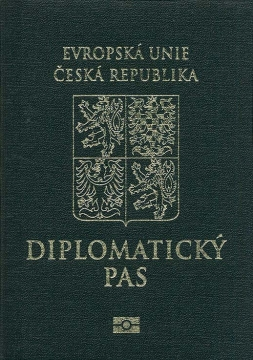
Diplomatický pas České republiky

Diplomatická imunita je typ imunity. Diplomatickou imunitou se rozumí ochrana diplomatů (a případně i administrativně-technických pracovníků zastupitelského úřadu) vysílajícího státu (včetně jejich rodinných příslušníků) před trestní, správní i civilní jurisdikcí ve státě přijímajícím. Diplomatická imunita je upravena mezinárodním právem, které je v současnosti kodifikováno v mezinárodní smlouvě – Vídeňské úmluvě o diplomatických stycích z 18. dubna 1961. Diplomatická imunita neplyne ze skutečnosti, že by snad zastupitelský úřad byl územím vysílajícího státu (tak tomu není, území úřadu zůstává státním územím státu, v němž se úřad nachází).

## Diplomatický pas
Každý diplomat má zpravidla speciální pas. Tento pas identifikuje diplomata. Použití tohoto pasu neposkytuje uživateli automaticky diplomatickou imunitu. Diplomatická imunita je vztažena pouze k zemi, kde je diplomat akreditován podle Vídeňské úmluvy o diplomatických stycích. Při odvolání z dané země, kde diplomat působil, by měl diplomatický pas vrátit.